# OVO Hydro
L'OVO Hydro è un'arena polifunzionale della città di Glasgow.
Costruita dal febbraio 2011 all'aprile 2013, fu aperta ufficialmente alla fruizione pubblica il 30 settembre 2013 con un concerto di Rod Stewart. Per ragioni di sponsorizzazione l'arena ha avuto vari nomi commerciali: inaugurata nel febbraio 2011 con il nome SSE Hydro da Scottish Hydro Electric, nell'ottobre 2021 ha assunto la denominazione commerciale attuale di OVO Hydro, derivante da un contratto stipulato con OVO Energy.

## Antefatti
Il SEC Centre necessitava una nuova arena in cui sport e concerti potessero essere ospitati. Precedentemente questi ultimi si svolgevano nella Concert Hall 4, un'arena situata all'interno dell'edificio principale del SEC. Tuttavia, a causa dei limitati posti a sedere (non più di 10 000), era impossibile che la Hall 4 potesse ospitare eventi su larga scala. Da qui la decisione di costruire un'arena alternativa al SEC.
L'Hydro sorge tra il SEC Centre (centro congressi) e il SEC Armadillo (sala teatrale).

## Concerti
| Data         | Artista           | Nazionalità | Tour                             | Biglietti venduti / Biglietti disponibili |
| 2013         | 2013              | 2013        | 2013                             | 2013                                      |
| ------------ | ----------------- | ----------- | -------------------------------- | ----------------------------------------- |
| 30 settembre | Rod Stewart       | Regno Unito | Live the Life Tour               | 46.080 / 46.080                           |
| 2 ottobre    | Rod Stewart       | Regno Unito | Live the Life Tour               | 46.080 / 46.080                           |
| 4 ottobre    | Rod Stewart       | Regno Unito | Live the Life Tour               | 46.080 / 46.080                           |
| 5 ottobre    | Rod Stewart       | Regno Unito | Live the Life Tour               | 46.080 / 46.080                           |
| 6 ottobre    | Bruno Mars        | Stati Uniti | The Moonshine Jungle Tour        | N.D.                                      |
| 11 novembre  | Depeche Mode      | Regno Unito | Delta Machine Tour               | 8.739 / 8.739                             |
| 2014         |                   |             |                                  |                                           |
| 20 febbraio  | Beyoncé           | Stati Uniti | The Mrs. Carter Show World Tour  | 23.850 / 23.850                           |
| 21 febbraio  | Beyoncé           | Stati Uniti | The Mrs. Carter Show World Tour  | 23.850 / 23.850                           |
| 4 aprile     | Justin Timberlake | Stati Uniti | The 20/20 Experience World Tour  | 20.863 / 20.863                           |
| 5 aprile     | Justin Timberlake | Stati Uniti | The 20/20 Experience World Tour  | 20.863 / 20.863                           |
| 12 maggio    | Miley Cyrus       | Stati Uniti | Bangerz Tour                     | N.D.                                      |
| 17 maggio    | Katy Perry        | Stati Uniti | The Prismatic World Tour         | N.D.                                      |
| 18 maggio    | Katy Perry        | Stati Uniti | The Prismatic World Tour         | N.D.                                      |
| 19 ottobre   | Lady Gaga         | Stati Uniti | ArtRave: The Artpop Ball         | 11.554 / 11.554                           |
| 14 novembre  | Kylie Minogue     | Australia   | Kiss Me Once Tour                | 11.508 / 11.609                           |
| 16 novembre  | Lady Gaga         | Stati Uniti | ArtRave: The Artpop Ball         | 10.403 / 10.403                           |
| 2015         |                   |             |                                  |                                           |
| 8 giugno     | Ariana Grande     | Stati Uniti | The Honeymoon Tour               | 10.789 / 10.792                           |
| 23 giugno    | Taylor Swift      | Stati Uniti | The 1989 World Tour              | 11.021 / 11.021                           |
| 7 ottobre    | One Direction     | Regno Unito | On the Road Again Tour           | 22.696 / 22.696                           |
| 8 ottobre    | One Direction     | Regno Unito | On the Road Again Tour           | 22.696 / 22.696                           |
| 6 novembre   | U2                | Irlanda     | Innocence + Experience Tour      | 25.222 / 25.222                           |
| 7 novembre   | U2                | Irlanda     | Innocence + Experience Tour      | 25.222 / 25.222                           |
| 20 dicembre  | Madonna           | Stati Uniti | Rebel Heart Tour                 | 9.665 / 9.665                             |
| 2016         |                   |             |                                  |                                           |
| 18 marzo     | Ellie Goulding    | Regno Unito | Delirium World Tour              | 12.057 / 12.277                           |
| 19 marzo     | Little Mix        | Regno Unito | The Get Weird Tour               | 21.700 / 21.700                           |
| 25 marzo     | Adele             | Regno Unito | Adele Live 2016                  | 22.292 / 22.292                           |
| 26 marzo     | Adele             | Regno Unito | Adele Live 2016                  | 22.292 / 22.292                           |
| 5 aprile     | Little Mix        | Regno Unito | The Get Weird Tour               | 11.068 / 11.068                           |
| 27 ottobre   | Justin Bieber     | Canada      | Purpose World Tour               | 38.193 / 38.193                           |
| 29 ottobre   | Justin Bieber     | Canada      | Purpose World Tour               | 38.193 / 38.193                           |
| 30 ottobre   | Justin Bieber     | Canada      | Purpose World Tour               | 38.193 / 38.193                           |
| 2017         |                   |             |                                  |                                           |
| 10 marzo     | The Weeknd        | Canada      | Starboy: Legend of the Fall Tour | 12.263 / 12.263                           |
| 12 aprile    | Bruno Mars        | Stati Uniti | 24K Magic World Tour             | 24.640 / 24.920                           |
| 13 aprile    | Bruno Mars        | Stati Uniti | 24K Magic World Tour             | 24.640 / 24.920                           |
| 27 aprile    | Shawn Mendes      | Canada      | Illuminate World Tour            | 11.143 / 11.143                           |
| 5 agosto     | Céline Dion       | Canada      | Celine Dion Live 2017            | 11.094 / 11.094                           |
| 2018         |                   |             |                                  |                                           |
| 24 giugno    | Katy Perry        | Stati Uniti | Witness: The Tour                | N.D.                                      |
| 22 agosto    | Britney Spears    | Stati Uniti | Britney: Live in Concert         | N.D.                                      |